# Монго
Мо́нго (монго-нкундо, Mongo) — народ або група народів банту в Центральній Африці.
Разом з луба і конго монго є найбільшими етносами ДР Конго (кол. Заїр).

## Територія і чисельність
Люди монго-нкундо проживають переважно в тропічних лісах в закруті річки Конго, частина складає міське населення в Демократичній Республіці Конго. Територіально це Екваторіальна (Équateur) і північ провінції Бандунду (Bandundu).
Загальна чисельність монго — понад 5 млн чол. (поч. 1990-х рр., оцінка).

## Мова, субетноси і релігія
Мова (мови) монго належать до центральної підгрупи мов банту нігеро-кордофанської мовної родини.
Деякими з діалектів (мов) монго існує писемність, в тому числі і створена західними місіонерами.
Серед монго також поширена мова нгала (лінгала), особливо в містах.
Монго являють собою етнічну спільноту, сформовану з багатьох племінних груп. Найбільшими субетносами монго-нкунду є куту (бакуту, Bakutu), йєла (бойєла, Boyela) та тетела (батетела, Batetela).
Крім того, у суспільстві монго зберігається розподіл на клани: Bolia, Bokote, Bongandu, Ekonda, Mbole, Ndengese, Nkutu, Ntomba, Sengele, Songomeno тощо.
За віросповіданням більшість монго-нкундо номінально християни (католики); також зберігаються, особливо у жителів глибинки (тропічних лісів), родоплемінні культи (предків-божеств, героїв тощо) й елементи анімізму.

## Господарство і суспільство
Основне заняття людей монго — землеробство (ямс, маніок та ін.). Мисливство, рибальство і збиральництво мають підсобне значення.
Частина монго працює на плантаціях олійної пальми та кави, задіяна на промислових підприємствах у містах тощо.
У минулому монго-нкунду були відомі активною участю в міновій торгівлі, зокрема слоновою кісткою і рабами.
Традиційна форма політичної організації — вождівство.